# 14 Years
"14 Years" é a segunda canção do álbum Use Your Illusion II da banda de hard rock Guns N' Roses. Esta é uma das canções que é cantada por Izzy Stradlin, com exceção do refrão que Axl Rose canta junto com Izzy. Essa canção fala sobre a amizade entre Izzy e Axl, que se conheciam havia 14 anos. Eles se conheceram na cidade onde Axl morava. Após a saída de Izzy da banda, a música não foi mais tocada durante as turnês seguintes.
Essa música hoje é tocada às vezes quando Izzy participa dos shows ao vivo do Guns N' Roses.

## Músicos
- Izzy Stradlin - vocal, guitarra rítmica
- Axl Rose - piano, backing vocals
- Slash - guitarra solo
- Duff McKagan - baixo
- Matt Sorum - bateria
- Dizzy Reed - órgão